# 병천중학교
병천중학교(竝川中學校)는 대한민국 충청남도 천안시 병천면 탑원리에 있는 공립 중학교이다.

## 학교 연혁
- 1950년 4월 29일 : 병천중학교 6학급 설립인가
- 1950년 6월 15일 : 병천중학교 개교
- 2005년 3월 1일 : 아우내중학교 통합
- 2023년 1월 6일 : 제72회 졸업식(졸업생 39명, 졸업생 총수 14,545명(아우내 4,271명 포함))
- 2023년 3월 2일 : 2023학년도 입학식(입학생 2학급 40명)
- 2023년 9월 1일 : 제28대 변영우 교장 부임

## 참고 자료
- 병천중학교 - 한국교육학술정보원 학교알리미